# Gonzalo Álvarez
Gonzalo Esteban Álvarez Morales (San Felipe, Chile, 20 de enero de 1997) es un futbolista profesional chileno, que se desempeña como volante o delantero. Actualmente milita en el equipo más grande de la región del Maule Rangers de la Primera B de Chile.

## Estadísticas
| Club                      | Div.       | Temporada  | Liga  | Liga  | Copas nacionales | Copas nacionales | Torneos internacionales | Torneos internacionales | Total | Total |
| Club                      | Div.       | Temporada  | Part. | Goles | Part.            | Goles            | Part.                   | Goles                   | Part. | Goles |
| ------------------------- | ---------- | ---------- | ----- | ----- | ---------------- | ---------------- | ----------------------- | ----------------------- | ----- | ----- |
| Unión San Felipe · Chile  | 2.ª        | 2013-14    | 1     | 0     | —                | —                | —                       | —                       | 1     | 0     |
| Unión San Felipe · Chile  | 2.ª        | 2014-15    | 1     | 0     | —                | —                | —                       | —                       | 1     | 0     |
| Unión San Felipe · Chile  | 2.ª        | 2015-16    | —     | —     | 1                | 0                | —                       | —                       | 1     | 0     |
| Unión San Felipe · Chile  | 2.ª        | 2016-17    | 2     | 0     | —                | —                | —                       | —                       | 2     | 0     |
| Unión San Felipe · Chile  | 2.ª        | 2017       | 3     | 0     | 5                | 0                | —                       | —                       | 8     | 0     |
| San Antonio Unido · Chile | 3.ª        | 2018       | 24    | 1     | 2                | 0                | —                       | —                       | 26    | 1     |
| San Antonio Unido · Chile | Total club | Total club | 24    | 1     | 2                | 0                | 0                       | 0                       | 26    | 1     |
| Unión San Felipe · Chile  | 2.ª        | 2019       | 12    | 4     | 4                | 0                | —                       | —                       | 16    | 4     |
| Unión San Felipe · Chile  | 2.ª        | 2020       | 16    | 7     | —                | —                | —                       | —                       | 16    | 7     |
| Unión San Felipe · Chile  | Total club | Total club | 35    | 11    | 10               | 0                | 0                       | 0                       | 45    | 11    |
| Audax Italiano · Chile    | 1.ª        | 2020       | 13    | 5     | —                | —                | —                       | —                       | 13    | 5     |
| Audax Italiano · Chile    | 1.ª        | 2021       | 23    | 3     | —                | —                | —                       | —                       | 23    | 3     |
| Audax Italiano · Chile    | 1.ª        | 2022       | 23    | 2     | 2                | 0                | 2                       | 0                       | 27    | 2     |
| Audax Italiano · Chile    | 1.ª        | 2023       | 22    | 0     | 3                | 0                | 4                       | 0                       | 29    | 0     |
| Audax Italiano · Chile    | 1.ª        | 2024       | 6     | 2     | 0                | 0                | —                       | —                       | 6     | 2     |
| Audax Italiano · Chile    | Total club | Total club | 87    | 12    | 5                | 0                | 6                       | 0                       | 98    | 12    |
| Total club                | Total club | Total club | 146   | 24    | 17               | 0                | 6                       | 0                       | 169   | 24    |
| 1. 2. 3.                  |            |            |       |       |                  |                  |                         |                         |       |       |